# IS-95

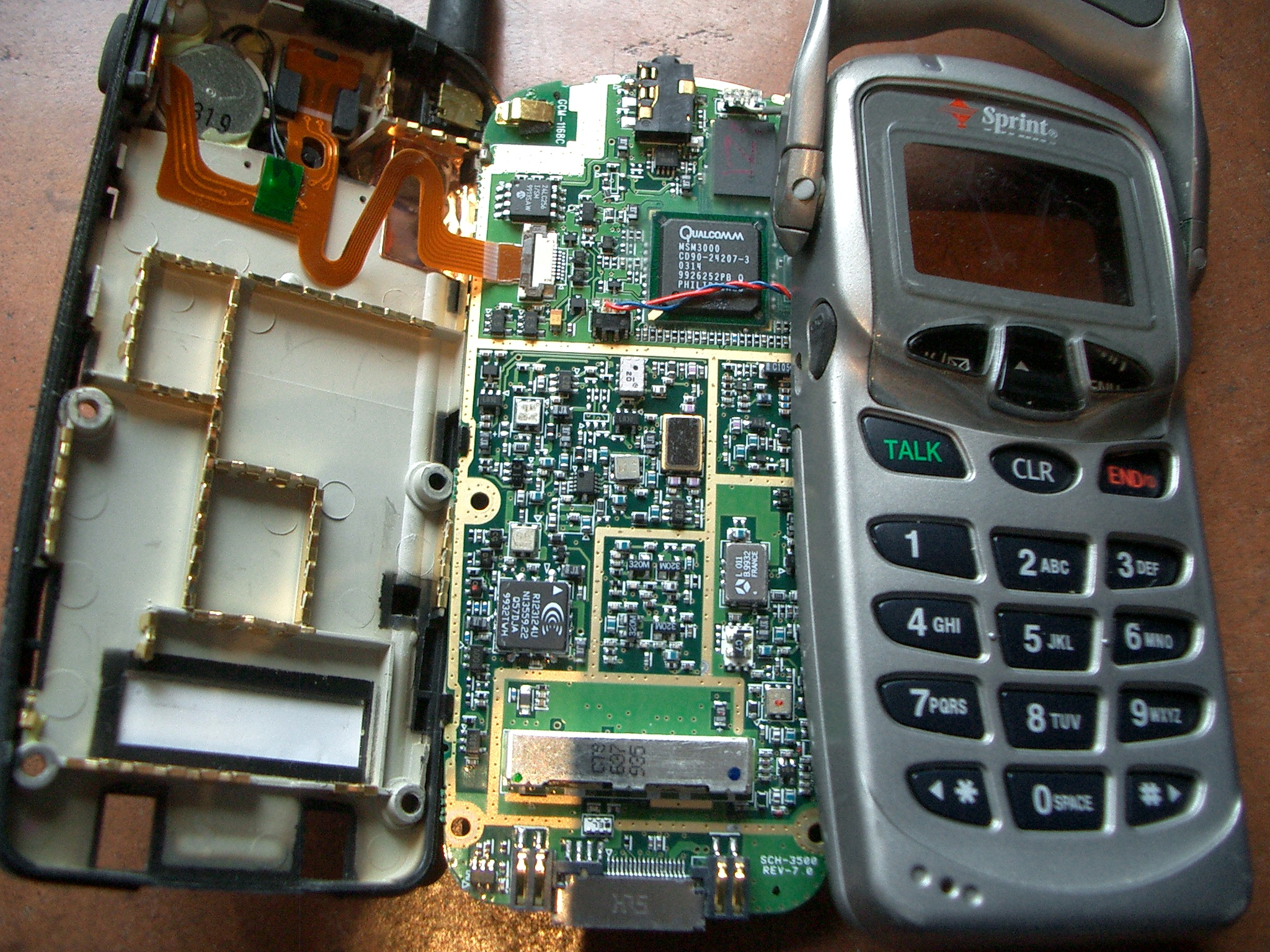
Celular Samsung cdmaOne desmontado.

Interim Standard 95 (IS-95), é o primeiro padrão digital baseado em CDMA (Code Division Multi Access) e teve como pioneira a Qualcomm. A atual nomenclatura utilizada para o IS-95 é cdmaOne. IS-95 é também conhecido por TIA-EIA-95.
CDMA ou "Code Division Multiple Access" é um sistema de rádio digital que transmite seqüências de bits (Seqüências de números Pseudo-aleatórios) comumente conhecidas por "chips". CDMA permite que um número grande de rádios compartilhem as mesmas freqüências. Em contraste, o TDMA "Time Division Multiple Access", um sistema concorrente utilizado no padrão GSM, todos os rádios podem estar ativos todo o tempo, pois a capacidade da rede não é afetada diretamente pelo número de rádios em atividade. Desde que um grande número de telefones possa ser atendido por um pequeno número de ERB's, padrões baseados em CDMA mostram uma vantagem econômica significativa sobre os padrões baseados em TDMA, ou os padrões mais antigos baseados em FDM (Frequënce Division Multiplexing).
Encontra-se atualmente suplantado pelo IS-2000 (CDMA2000, ver CDMA), um padrão mais atual baseado em CDMA usado em diversos países como USA, Coréa do Sul, Canadá, México, Índia, Israel, Austrália, Venezuela, Brasil e China.